# Феодосий Васильев
Феодо́сий Васи́льев (ум. 1711) — основатель старообрядческого Феодосиевского согласия.

## Биография
Феодосий Васильев родился в семье православного священника Крестецкого Яма (ныне Крестцы), Новгородской губернии, Василия Евстратиевича, потомка рода «благородных [Ладыженские]х дворян, или Ладыженских». По смерти отца Феодосий был практически насильно отвезён жителями Крестецкого Яма в Новгород и представлен митрополиту Корнилию «для поставления на место отца», но за «младость» определён лишь дьячком. 
Первое время службы он ратовал за никоновы исправления и враждебно относился к отделившимся от господствующей церкви. В 1690 году под влиянием каких-то «боголюбивейших мужей» он изменил взгляды и всенародно «диачества отречеся». После этого был «по святым правилом, от некоих правоверных христиан» перекрещен и наречён Дионисием. Вместе с ним были перекрещены и его жена, все дети и два брата. 
После этого он оставил Ям и поселился в соседнем с ним селе, где через некоторое время умерли его жена и дочь. Овдовев, Феодосий, по словам раскольничьего «Жития» его, «зело прилежаше добродетельному спеянию» и «прилежно чтяше» священные писания, «днём и нощию… поучашеся». Получив необходимые знания, Феодосий почувствовал в себе призвание к проповеди и начал обходить «страны, грады, веси и села», наставляя в истинах древнего благочестия. Вскоре он делается одним из «отцов» новгородской беспоповщинской общины и приобретает такое решительное влияние на всю её жизнь и устройство, что впоследствии община стала носить его имя, называясь федосеевским толком. 
Около 1692 года Феодосий Васильев ездил от имени общины в Швецию, на Чёрную мызу, близ Нарвы, для обличения одного заблуждающегося брата. 1 июля 1692 года при его содействии был держан в Великом Новгороде первый общинный собор, отчасти по поводу упомянутой поездки. В 1694 году второй подобный собор проходит несомненно под его главным руководством. Успехи нового расколоучителя встревожили новгородские власти, и те начали его разыскивать. Узнав об этом, Феодосий с матерью и сыном уехал в 1699 году за польскую границу, куда к нему в большом числе стали собираться из России его последователи. 
За границей он устроил две обширных обители — мужскую и женскую — и стал во главе их. Отсюда время от времени Феодосий ездил в Россию для встреч со своими последователями в Новгороде и Новгородском крае; в 1703 и 1706 годах он заезжал на Выг для догматических споров с тамошними беспоповщинскими наставниками. По мере того как основанные Феодосием в Польше монастыри богатели, существование их делалось все затруднительнее из-за постоянных вымогательств со стороны польских войск. «Не без утеснения им бяше» также и от русских войск, находившихся в пределах Польши по случаю Северной войны. Поэтому после девятилетнего пребывания на чужбине Феодосий решил возвратиться в Россию. 
Князь А. Д. Меншиков позволил Феодосию Васильеву поселиться «со всем братством и с прочими многочисленными христианы» в Вязовской волости Великолуцкого уезда и постарался, чтобы переселенцам не чинилось никаких притеснений от светских и духовных властей. В 1710 году князь отдал во владение федосеевцам Ряпину мызу в Юрьевском уезде, но ещё не разрешал им переселиться туда. Чтобы ускорить это дело, Феодосий отправился в Новгород, к чиновнику, от которого оно зависело, но неожиданно был задержан слугами митрополита Иова, закован в кандалы и посажен в палату под келией митрополита. После допросов и бесплодных состязаний и увещаний со стороны митрополита и других лиц его заперли в помянутой палате, полной «темноты и праха», где он через «четыре седмицы» и скончался 18 июля 1711 года, подвергшись предварительно, по уверению раскольников, различным истязаниям . После его смерти Федосеевское согласие возглавил его сын Евстрат.
Феодосий выступил с собственным учением, которое, правда, касалось преимущественно обрядовых и бытовых мелочей. Сходясь в основном с поморцами, он отличался от них тем, что признавал брачный союз, заключённый супругами до перехода в раскол, законным, нарицал настоятельствующих по нужде «нуждними епископами», именовал торжищное брашно скверным, ввёл у себя чтение священнических молитв при рождении, крещении и погребении и даже употребление священнических поручей, принимал титлу, положенную Пилатом на кресте Иисусовом, не содержал аллилуйных поклонов и т.д. Воззрения свои он изложил в сочинениях, написанных в целях полемики с поморскими наставниками (разошёлся с ними в 1703 году), нижегородскими раскольниками и православными. Кроме того, им составлено «определение» новгородского раскольничьего собора 1694 года.

## Избранная библиография
- «Послание к Андрею Денисову о догматех и титле» (изд. П. Смирновым в «Спорах и раздел. в русском расколе в первой четверти XVIII в.»);
- «Послание к Андрею Денисову о браке в 1710 году» (изд. в сочинении проф. П. Смирнова «Из истории раскола первой половины XVIII в.», СПб., 1908);
- Послание к Андрею Денисову о том же (рукопись);
- «Послание на Выг о браке в обличение А. Денисова» (рукописмь);
- «Письмо второе из Польши в поморье о разногласиях с поморцами» (издано в «Чтения Императорского общества истории и древностей Росийских», 1869 г.);
- «Беседа с православным в декабре 1707 года» (рукопись);
- «Начертанный в Польше церковный собор для уничтожения некиих несовершенств в церкви» (рукопись);
- «Три послания пастырям душ о благоустройстве церкви» (рукопись);
- «Увещание держаться раскола» (изд. П. Смирновым в «Спорах и раздел. в русском расколе в первой четверти XVIII в.»)
- «Увещевание бегать и таиться» (изд. П. Смирновым в «Спорах и раздел. в русском расколе в первой четверти XVIII в.»).